# Tăureni
Tăureni (in ungherese Mezőtóhát) è un comune della Romania di 1017 abitanti, ubicato nel distretto di Mureș, nella regione storica della Transilvania. 
Il comune è formato dall'unione di 3 villaggi: Fânațe, Moara de Jos, Tăureni.